# The Odd Couple (album)
A The Odd Couple (magyarul: A Furcsa Pár) az amerikai Gnarls Barkley második albuma, mely 2008-ban jelent meg.

## Dallista
1. "Charity Case" – 3:12
2. "Who's Gonna Save My Soul" – 3:15
3. "Going On" – 2:54
4. "Run (I'm a Natural Disaster)" – 2:40
5. "Would Be Killer" – 2:22
6. "Open Book" – 3:20
7. "Whatever" – 2:18
8. "Surprise" – 3:50
9. "No Time Soon" – 2:55
10. "She Knows" – 2:44
11. "Blind Mary" – 3:25
12. "Neighbors" – 3:05
13. "A Little Better" – 3:07